# Lou Costello
Louis Francis Cristillo, conhecido pelo nome artístico Lou Costello (6 de março de 1906 – 3 de março de 1959), foi um comediante, ator e produtor norte-americano. Ele era mais conhecido por sua atuação dupla com o escada Bud Abbott e sua rotina "Who's on First?".
Abbott & Costello, que se uniram no burlesco em 1936, estavam entre os artistas mais populares e mais bem pagos do mundo durante a Segunda Guerra Mundial. Durante uma turnê nacional em 1942, eles venderam US$ 85 milhões em títulos de guerra em 35 dias. Em 1955, sua popularidade diminuiu devido à superexposição e seus contratos de cinema e televisão expiraram. A parceria terminou em 1957.

## Vida pregressa
Louis Francis Cristillo nasceu em 6 de março de 1906, em Paterson, na Nova Jersey, filho de Helen Rege e Sebastiano Cristillo, tecelão de seda e agente de vendas de seguros. Seu pai era italiano, natural de Caserta  na Campânia, Itália, e sua mãe era americana de ascendência italiana, francesa e irlandesa (seu avô era Francesco Rege do Piemonte, no norte da Itália).  Costello frequentou a Escola Pública 15 em Paterson e foi considerado um atleta talentoso. Ele se destacou no basquete e supostamente foi duas vezes campeão de lances livres de Paterson. Suas proezas no basquete podem ser vistas em Here Come the Co-Eds (1945), no qual ele executa suas próprias jogadas de basquete. Ele também lutou como boxeador sob o nome de Lou King. 

## Carreira
Costello era um grande admirador do comediante de cinema mudo Charlie Chaplin. Em 1927, Costello pegou carona até Hollywood para se tornar ator, mas só conseguiu encontrar trabalho como operário ou figurante nos estúdios Metro-Goldwyn-Mayer e Hal Roach. Sua habilidade atlética lhe rendeu trabalho ocasional como dublê, principalmente em The Trail of '98 (1928). Ele também pode ser visto sentado ao lado do ringue no filme de Laurel & Hardy, A Batalha do Século (1927). Ele disse que adotou seu nome profissional da atriz Helene Costello, embora nessa época seu irmão Anthony (Pat) já tivesse usado o nome em sua carreira como músico profissional.

## Burlesco e Bud Abbott
Em 1928, com o advento do cinema falado, Costello voltou para o leste com a intenção de adquirir experiência teatral. Preso em St. Joseph, no Missouri, ele convenceu um produtor burlesco local a contratá-lo como comediante holandês (holandês significa "alemão" neste contexto, e Costello atuou com sotaque alemão). No final do ano, ele estava de volta a Nova Jersey. Ele começou a trabalhar com burlesco na roda Mutual Burlesque no ano seguinte.
Após o colapso da Roda Mútua durante a Grande Depressão, Costello trabalhou para vários empresários burlescos, incluindo os Minskys, onde cruzou o caminho do talentoso produtor e homem hétero Bud Abbott. Eles trabalharam juntos pela primeira vez em 1935, no Eltinge Theatre, na 42nd Street, em Nova York, depois que o homem heterossexual de Costello adoeceu. Eles se uniram formalmente em 1936.

## Rádio e Hollywood
Abbott e Costello foram contratados pela agência de talentos William Morris, que lhes rendeu papéis de destaque e exposição nacional no The Kate Smith Hour, um popular programa de variedades de rádio, em 1938. A rotina característica da equipe, "Who's on First?", estreou no rádio no programa de Smith no início daquele ano. Muitos dos esboços da equipe foram aprimorados por John Grant, que foi contratado logo após a equipe ingressar no programa. Seu sucesso no show de Smith os levou a aparecer em um musical da Broadway em 1939, The Streets of Paris.
Abbott e Costello estavam apresentando uma série substituta de verão para The Fred Allen Show em 1940, quando foram contratados pela Universal Pictures para papéis coadjuvantes em One Night in the Tropics (1940). Eles roubaram o filme com suas coreografias clássicas, incluindo uma versão abreviada de “Who’s On First?” (a versão completa foi interpretada em The Naughty Nineties, lançado em 1945). O filme inovador da equipe foi Buck Privates, lançado no início de 1941. Mais três filmes se seguiram em 1941, e eles foram eleitos a terceira estrela de bilheteria daquele ano.
Naquele ano, eles se tornaram frequentadores regulares do programa The Chase and Sanborn, de Edgar Bergen, e em outubro de 1942 lançaram sua própria série, The Abbott and Costello Show na NBC. O programa foi exibido na NBC até a primavera de 1947, depois na ABC até a primavera de 1949.

## Fama e tragédia
Abbott e Costello apareceram em 36 filmes de 1940 a 1956 e estavam entre os artistas mais populares e mais bem pagos do mundo durante a Segunda Guerra Mundial. Entre seus filmes mais populares estão Buck Privates, Hold That Ghost, Who Done It?, Pardon My Sarong, The Time of Their Lives, Buck Privates Come Home, Abbott e Costello encontram Frankenstein e Abbott e Costello conhecem o homem invisível.
No verão de 1942, Abbott e Costello embarcaram em uma viagem de 35 dias pelo país para promover e vender títulos de guerra. O Departamento do Tesouro creditou-lhes a venda de US$ 85 milhões em títulos.
Em março de 1943, após completar uma viagem de inverno às bases do exército, Costello sofreu um ataque de febre reumática e ficou seis meses impossibilitado de trabalhar. Em 4 de novembro daquele ano, ele voltou ao popular programa de rádio do time, mas enquanto ensaiava no estúdio da NBC, Costello recebeu a notícia de que seu filho pequeno, Lou Jr., havia se afogado acidentalmente na piscina da família. Sem que a babá percebesse, o bebê soltou as ripas do cercadinho e caiu na piscina. O bebê faltava apenas dois dias para seu primeiro aniversário. Costello havia pedido à esposa que mantivesse Lou Jr. acordado para ouvir seu pai no rádio pela primeira vez. Em vez de cancelar a transmissão, Costello disse: “Onde quer que ele esteja esta noite, quero que ele me ouça” e prosseguiu com o show. Ninguém na plateia soube da morte até depois do show, quando Bud Abbott explicou os tristes acontecimentos do dia e como Costello resumiu a frase "o show deve continuar" naquela noite. Maxene Andrews, das Irmãs Andrews, disse que o comportamento de Costello mudou após a perda de seu filho: "Ele não parecia tão divertido e afetuoso... Ele parecia se irritar facilmente... havia uma diferença em sua atitude."
À medida que suas carreiras se tornaram mais bem-sucedidas, sérias rachaduras começaram a aparecer no relacionamento de Abbott e Costello. Alegadamente, seu primeiro desentendimento ocorreu em 1936 por causa de uma reserva em um show de menestréis no Steel Pier em Atlantic City, na Nova Jersey. Costello queria aceitar o show, que estava fora dos locais burlescos habituais, mas Abbott estava hesitante. Costello ofereceu à Abbott uma divisão maior de seu salário e Abbott concordou. No final de 1941, Costello insistiu que a equipe dividisse sua renda em 60/40 a favor de Costello, e Abbott concordou.
Em 1945, quando Costello demitiu uma empregada doméstica e Abbott a contratou, Costello anunciou que não trabalharia mais com Abbott. No entanto, eles permaneceram sob contrato com a Universal e foram obrigados a concluir dois filmes em 1946, que se tornaram Little Giant e The Time of Their Lives. Os dois homens não apareceram muito juntos em nenhum dos filmes e raramente se falavam fora das câmeras. Abbott tentou curar seu relacionamento sugerindo que a fundação que eles haviam fundado para quem sofre de febre reumática fosse chamada de Fundação Juvenil Lou Costello Jr., o que tocou Costello profundamente. A fundação juvenil ainda existe em Los Angeles.

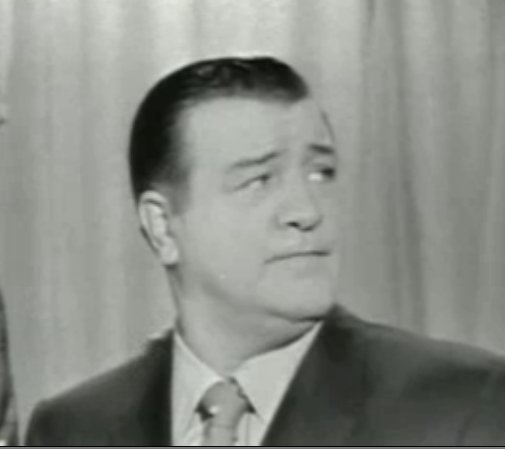
Lou Costello sendo surpreendido em This Is Your Life em 1956.

Seu programa de rádio foi transferido para a ABC (antiga NBC Blue Network) de 1947 a 1949 e foi pré-gravado.
Em 1951, a dupla começou a aparecer ao vivo na televisão, juntando-se aos apresentadores rotativos do The Colgate Comedy Hour; Eddie Cantor, Martin e Lewis e Bob Hope estavam entre os outros. No ano seguinte, sua comédia de situação filmada, The Abbott and Costello Show, começou a ser distribuída em todo o país. Costello era dono da série de meia hora, com Abbott trabalhando com salário. O programa, que foi vagamente adaptado de seu programa de rádio e filmes, durou duas temporadas, de 1952 a 1954, mas encontrou vida longa em reprises sindicalizadas.
Abbott e Costello foram forçados a se retirar do Fireman Save My Child em 1954, depois que Costello sofreu uma recaída de febre reumática. Eles foram substituídos pelos jogadores contratados pelo estúdio Hugh O'Brian e Buddy Hackett.
Costello foi surpreendido e homenageado por Ralph Edwards em This Is Your Life da NBC em 1956.

## Abbott e Costello se separam
Em meados da década de 1950, Abbott e Costello não estavam mais entre as mais altas estrelas de bilheteria. Eles foram prejudicados pela superexposição em aparições simultâneas no cinema e na televisão, e foram eclipsados por Dean Martin e Jerry Lewis, que eram tão populares na década de 1950 quanto Abbott e Costello haviam sido uma década antes. Em 1955 a equipe não conseguiu chegar a um acordo contratual com a Universal e deixou o estúdio após 15 anos.
No início da década de 1950, problemas com a Receita Federal forçaram os dois homens a venderem suas grandes casas e os direitos de alguns de seus filmes. O último filme de Abbott e Costello juntos, Dance with Me, Henry (1956), foi uma decepção de bilheteria e recebeu críticas mistas.
Abbott e Costello dissolveram sua parceria amigavelmente no início de 1957. Costello trabalhou com outros comediantes, incluindo Sidney Fields em Las Vegas Strip, e buscou projetos de cinema e televisão. Ele apareceu várias vezes no The Tonight Show de Steve Allen, na maioria das vezes realizando suas antigas rotinas com Louis Nye ou Tom Poston no papel de escada. Em 1958, ele desempenhou um papel dramático no episódio The Tobias Jones Story de Wagon Train.

## Morte

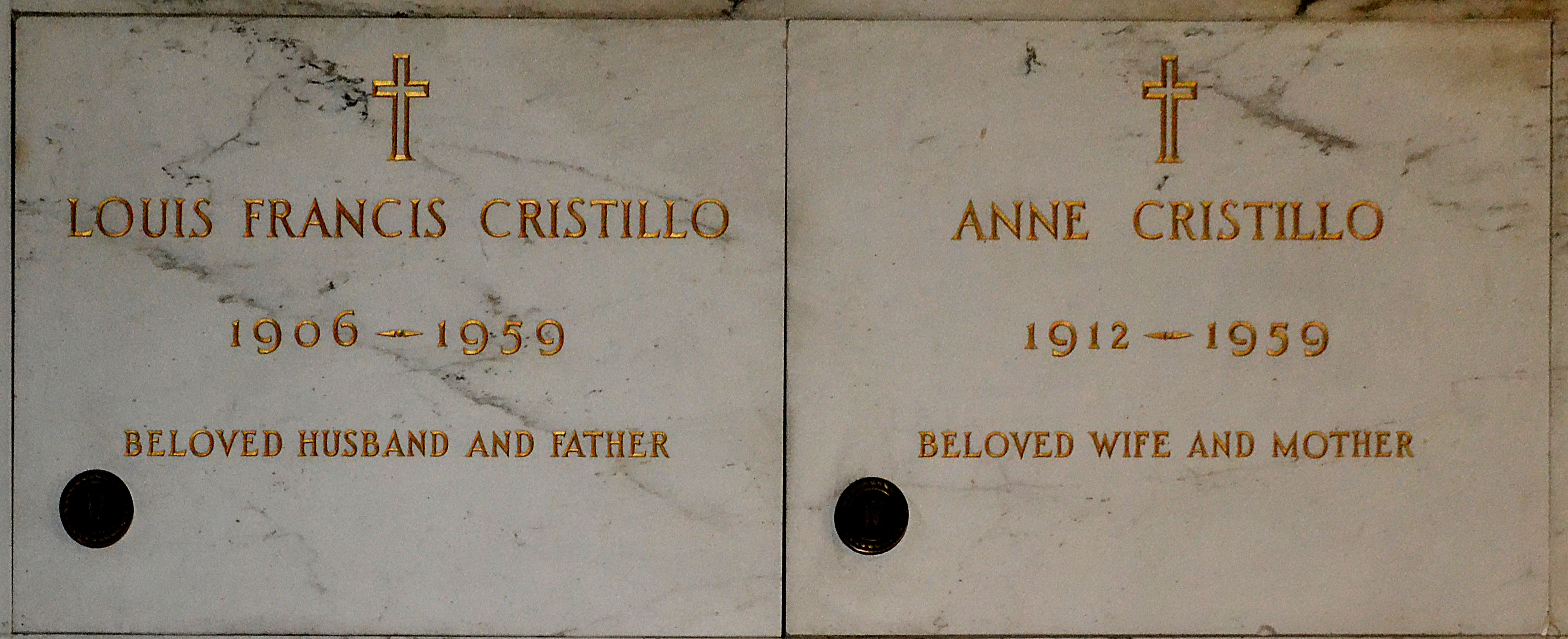
As criptas de Lou Costello e sua esposa Anne.

Logo após a conclusão de The 30 Foot Bride of Candy Rock, seu único filme após o fim da parceria com Abbott, Costello sofreu um ataque cardíaco. Ele morreu no Doctors Hospital em Beverly Hills em 3 de março de 1959, três dias antes de completar 53 anos. As fontes entram em conflito sobre as circunstâncias de seu último dia e palavras finais. Segundo alguns relatos, ele disse aos visitantes que o sorvete de morango que acabara de terminar era “o melhor que já provei” e depois morreu. Segundo outros relatos, incluindo os de vários obituários contemporâneos, a conversa do sorvete ocorreu no início do dia; mais tarde, após a partida de sua esposa e amigos, ele pediu à enfermeira que ajustasse sua posição na cama pouco antes de sofrer uma parada cardíaca fatal.
Após uma missa fúnebre em sua paróquia católica, São Francisco de Sales em Sherman Oaks, Costello foi enterrado ao lado de seu filho no Cemitério do Calvário, no leste de Los Angeles, em 8 de março. Sua esposa Anne morreu de um aparente ataque cardíaco nove meses depois, em 5 de dezembro de 1959, aos 47 anos.

## Família
Em 30 de janeiro de 1934, Costello casou-se com Anne Battler, uma dançarina de coro burlesco. Seu primeiro filho, Patricia "Paddy" Costello, nasceu em 1936, seguida por Carole em 23 de dezembro de 1938, e Lou Jr. (apelidado de "Butch") em 6 de novembro de 1942, que morreu em um incidente de afogamento um ano depois. Em 15 de agosto de 1947, nasceu sua última filha, Christine, que foi batizada em homenagem ao avô paterno.
O irmão mais velho de Costello, Pat Costello, era um músico que liderou sua própria banda antes de se mudar para Hollywood, onde foi convocado para realizar acrobacias no lugar de Lou nos primeiros dez filmes de Abbott e Costello. Mais tarde, ele apareceu em um papel coadjuvante em Mexican Hayride (1948).
A irmã de Costello, Marie Katherine Cristillo (1912–1988), foi casada com o ator Joe Kirk (Nat Curcuruto), que interpretou o Sr. Bacciagalupe nos programas de rádio e televisão Abbott e Costello e apareceu em papéis coadjuvantes em vários filmes da equipe.
A filha de Costello, Carole, apareceu em papéis de bebê não-creditados em alguns filmes de Abbott e Costello. Mais tarde, ela se tornaria coordenadora concorrente do game show Card Sharks e também cantora de boate. Ela morreu de acidente vascular cerebral em 29 de março de 1987, aos 48 anos, quando casada com Craig Martin, filho mais velho de Dean Martin. A filha de Carole, Marki Costello, é atriz, diretora e produtora de cinema e televisão.
A filha de Costello, Chris, publicou uma biografia intitulada Lou's on First em 1981.

## Memoriais

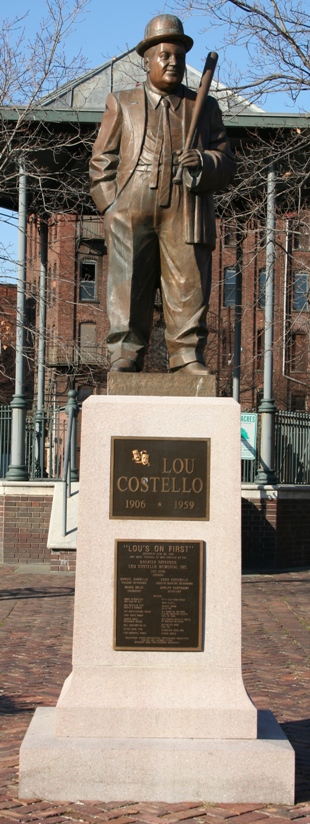
A estátua de Lou Costello em Paterson, Nova Jersey.

Em 1946, Abbott juntou-se a Costello para financiar a Lou Costello Jr. Youth Foundation, um centro recreativo de 3,3 acres na Olympic Blvd. no distrito de Boyle Heights, em Los Angeles. Inaugurado em 3 de maio de 1947, incluía campo de beisebol e piscina. Em 1951, o centro foi vendido à cidade por menos de um terço do seu custo, e o nome foi mudado para Centro Recreativo Juvenil Lou Costello Jr.
Em 26 de junho de 1992, a cidade de Paterson, na Nova Jersey, em conjunto com a Lou Costello Memorial Association, ergueu uma estátua de Costello no recém-nomeado Lou Costello Memorial Park, no centro histórico da cidade. Ela representa Costello segurando um taco de beisebol, uma referência à coreografia mais famosa da equipe, "Who's on First?" ("Quem vai primeiro?"). A estátua foi exibida em dois episódios de Os Sopranos e no filme Paterson (2016). Em 2005, Madison Street, no bairro Sandy Hill de Paterson, onde Costello nasceu, foi renomeada para Lou Costello Place.
O centenário do nascimento de Costello foi comemorado em Paterson em março de 2006. De 24 a 26 de junho de 2006, a Fort Lee Film Commission realizou uma retrospectiva de filmes centenária no Fine Arts Theatre em Hollywood. Os filmes exibidos incluíram a estreia de um filme digital produzido pelos adolescentes do atual Centro Recreativo Lou Costello Jr., no leste de Los Angeles. Também estreou uma impressão restaurada de 35mm do curta-metragem de 1948, produzido por Costello, 10.000 Kids and a Cop, que foi filmado no Centro Juvenil Lou Costello Jr., no leste de Los Angeles.
Em 2009, Costello foi incluído no Hall da Fama de Nova Jersey.
Abbott e Costello estão entre os poucos funcionários não pertencentes ao beisebol a serem homenageados no Hall da Fama do Beisebol, embora não sejam homenageados formalmente. Uma placa e um disco de ouro do ato "Who's on First?" estão em exibição permanente lá desde 1956, e um vídeo da rotina circula indefinidamente na área de exposição.

## Rádio
| Ano       | Título                                | Papel    | Notas |
| --------- | ------------------------------------- | -------- | ----- |
| 1938–1940 | A hora de Kate Smith                  | Costello |       |
| 1940–1949 | O programa Abbott e Costello          | Costello |       |
| 1947–1949 | O programa infantil Abbott e Costello | Costello |       |

## Filmografia
| Ano  | Filme                                              | Papel                         | Notas                                       |
| ---- | -------------------------------------------------- | ----------------------------- | ------------------------------------------- |
| 1927 | The Battle of the Century                          |                               | Extra ao lado do ringue                     |
| 1927 | The Taxi Dance                                     |                               | Extra                                       |
| 1927 | The Fair Co-Ed                                     |                               | Extra                                       |
| 1928 | Rose-Marie                                         |                               | Extra, filme perdido                        |
| 1928 | Circus Rookies                                     |                               | Extra, filme perdido                        |
| 1928 | The Cossacks                                       |                               | Extra                                       |
| 1928 | The Trail of '98                                   |                               | Dublê e extra                               |
| 1940 | One Night in the Tropics                           | Costello                      | Filme de estreia da dupla Abbott e Costello |
| 1941 | Buck Privates                                      | Herbie Brown                  |                                             |
| 1941 | In the Navy                                        | Pomeroy Watson                |                                             |
| 1941 | Hold That Ghost                                    | Ferdinand Jones               |                                             |
| 1941 | Keep 'Em Flying                                    | Heathcliffe                   |                                             |
| 1942 | Ride 'Em Cowboy                                    | Willoughby                    |                                             |
| 1942 | Rio Rita                                           | Wishy Dunn                    |                                             |
| 1942 | Pardon My Sarong                                   | Wellington Phlug              |                                             |
| 1942 | Who Done It?                                       | Mervyn Milgrim                |                                             |
| 1943 | It Ain't Hay                                       | Wilbur Hoolihan               |                                             |
| 1943 | Hit The Ice                                        | Tubby McCoy                   |                                             |
| 1944 | In Society                                         | Albert Mansfield              |                                             |
| 1944 | Lost in a Harem                                    | Harvey Garvey                 |                                             |
| 1945 | Here Come The Co-Eds                               | Oliver Quackenbush            |                                             |
| 1945 | The Naughty Nineties                               | Sebastian Dinwiddie           |                                             |
| 1945 | Abbott and Costello in Hollywood                   | Abercrombie                   |                                             |
| 1946 | Little Giant                                       | Benny Miller                  |                                             |
| 1946 | The Time of Their Lives                            | Horatio Prim                  |                                             |
| 1947 | Buck Privates Come Home                            | Herbie Brown                  | Sequência de Buck Privates                  |
| 1947 | The Wistful Widow of Wagon Gap                     | Chester Wooley                |                                             |
| 1948 | The Noose Hangs High                               | Tommy Hinchcliffe             |                                             |
| 1948 | Abbott and Costello Meet Frankenstein              | Wilbur Gray                   |                                             |
| 1948 | Mexican Hayride                                    | Joe Bascom/Humphrey Fish      |                                             |
| 1948 | 10,000 Kids and a Cop                              | Ele mesmo                     | Curta documental                            |
| 1949 | Africa Screams                                     | Stanley Livington             |                                             |
| 1949 | Abbott and Costello Meet the Killer, Boris Karloff | Freddie Phillips              |                                             |
| 1950 | Abbott and Costello in the Foreign Legion          | Lou Hotchkiss                 |                                             |
| 1951 | Abbott and Costello Meet the Invisible Man         | Lou Francis                   |                                             |
| 1951 | Comin' Round The Mountain                          | Wilbert Smith                 |                                             |
| 1952 | Jack and the Beanstalk                             | Jack                          | A cores                                     |
| 1952 | Lost in Alaska                                     | George Bell                   |                                             |
| 1952 | Abbott and Costello Meet Captain Kidd              | Oliver "Puddin' Head" Johnson | A cores                                     |
| 1953 | Abbott and Costello Go to Mars                     | Orville                       |                                             |
| 1953 | Abbott and Costello Meet Dr. Jekyll and Mr. Hyde   | Tubby                         |                                             |
| 1955 | Abbott and Costello Meet the Keystone Kops         | Willie Piper                  |                                             |
| 1955 | Abbott and Costello Meet the Mummy                 | Freddie Franklin              |                                             |
| 1956 | Dance With Me Henry                                | Lou Henry                     |                                             |
| 1959 | The 30 Foot Bride of Candy Rock                    | Artie Pinsetter               | Único filme estrelado sem Abbott            |
| 1965 | The World of Abbott and Costello                   | -                             | Compilação de filmes                        |

## Televisão
| Ano       | Título                       | Papel        | Notas                            |
| --------- | ---------------------------- | ------------ | -------------------------------- |
| 1951–1955 | The Colgate Comedy Hour      | Costello     | Apresentadores rotativos         |
| 1952–1954 | The Abbott and Costello Show | Costello     | 52 episódios                     |
| 1956–1958 | The Steve Allen Show         | Ele mesmo    | 7 episódios                      |
| 1956      | This Is Your Life            | Ele mesmo    |                                  |
| 1957      | I've Got a Secret            | Ele mesmo    |                                  |
| 1958      | General Electric Theater     | Neal Andrews | Episódio: Blaze of Glory         |
| 1958      | Wagon Train                  | Tobias Jones | Episódio: The Tobias Jones Story |